# Le Nôtre parmi les autres
Pour plus de détails, voir Fiche technique et Distribution.
Le nôtre parmi les autres (Свой среди чужих, чужой среди своих) est un film russe réalisé par Nikita Mikhalkov, sorti en 1974. Le titre original russe a aussi été traduit en français par Ami chez les ennemis, ennemi chez les siens et par Sien parmi les étrangers, étranger parmi les siens.

## Synopsis
Pour son premier film, le réalisateur s'inspire des westerns spaghetti en vogue à l'époque. Il joue le rôle du chef des bandits.
Pendant la révolution russe, le blé manque et ne peut être acheté à l’étranger qu’avec de l’or. Le Parti communiste de Sibérie envoie un coffre du métal précieux à Moscou, sous la protection d’un groupe de Tchékistes. Le convoi est attaqué et l’or volé par un groupe dirigé par Aleksandr Brylov, un Russe blanc. Yegor Chilov, un des Tchékistes, réchappé du massacre, est accusé de trahison, il part seul à la recherche des malfaiteurs pour récupérer l'or.

## Fiche technique
- Titre : Le nôtre parmi les autres
- Titre original : Свой среди чужих, чужой среди своих
- Réalisation : Nikita Mikhalkov
- Scénario : Nikita Mikhalkov et Édouard Volodarski
- Musique : Edouard Artemiev
- Pays d'origine : URSS
- Format : noir et blanc - 1,37:1 - Mono - 35 mm
- Genre : action
- Durée : 97 minutes
- Date de sortie : 1974

## Distribution
- Iouri Bogatyriov : Yegor Chilov
- Nikita Mikhalkov : Aleksandr Brylov, chef des bandits
- Sergueï Chakourov : Andreï Zabelin
- Anatoli Solonitsyne : Vassili Sarychev
- Alexandre Porochowschtschikow : Kungurov, chef de la Tchéka
- Alexandre Kaïdanovski : Lemke
- Aleksandr Kaliaguine : Vanioukine, chef de gare
- Konstantin Raïkine : Kayum
- Aleksandr Adabachyan : informateur de Bryov
- Nikolaï Pastoukhov : tchékiste Stepan Lipiaguine